# Siddishallen
Die Siddishallen (auch bekannt als Stavanger Ishall) ist eine Eissporthalle in der norwegischen Stadt Stavanger, Fylke Rogaland.

## Geschichte
Die Siddishallen wurde 1968 eröffnet und war in der Folgezeit Heimspielstätte der Eishockeyclubs Viking IK und Viking Hockey. Ab 2001 trugen die Stavanger Oilers aus der GET-ligaen ihre Heimspiele in der Siddishallen aus, ehe diese 2012 in die neu errichtete DNB Arena umzogen.